# Боотсайм
Боотса́йм (фр. Bootzheim) — коммуна на северо-востоке Франции в регионе Гранд-Эст (бывший Эльзас — Шампань — Арденны — Лотарингия), департамент Нижний Рейн, округ Селеста-Эрстен, кантон Селеста. До марта 2015 года коммуна административно входила в состав упразднённого кантона Маркольсайм (округ Селеста-Эрстен).
Площадь коммуны — 5,91 км², население — 561 человек (2006) с тенденцией к росту: 694 человека (2013), плотность населения — 117,4 чел/км².

## Население
Население коммуны в 2011 году составляло 664 человека, в 2012 году — 680 человек, а в 2013-м — 694 человека.
| 1962 | 1968 | 1975 | 1982 | 1990 | 1999 | 2006 | 2008 | 2011 | 2012 | 2013 |
| ---- | ---- | ---- | ---- | ---- | ---- | ---- | ---- | ---- | ---- | ---- |
| 318  | 302  | 315  | 345  | 353  | 448  | 561  | 597  | 664  | 680  | 694  |

Динамика населения:

## Экономика
В 2010 году из 442 человек трудоспособного возраста (от 15 до 64 лет) 363 были экономически активными, 79 — неактивными (показатель активности 82,1 %, в 1999 году — 76,5 %). Из 363 активных трудоспособных жителей работали 316 человек (169 мужчин и 147 женщин), 47 числились безработными (20 мужчин и 27 женщин). Среди 79 трудоспособных неактивных граждан 31 были учениками либо студентами, 23 — пенсионерами, а ещё 25 — были неактивны в силу других причин.

## Достопримечательности (фотогалерея)
- Здание мэрии
- Церковь